# Mark Parkinson
Mark V. Parkinson (født 24. juni 1957) var den 45' guvernør i den amerikanske delstat Kansas. Han har været medlem af det Demokratiske parti siden 2006, hvor han skiftede fra det Republikanske parti.
Parkinson blev aktiv i delstatspolitik i 1990 for republikanerne og fra 1991 til 1993 sad han i Repræsentanternes Hus i Kansas. I 1993 blev han valgt til Senatet i Kansas, en post han bestred indtil 1997. I maj 2006 annoncerede daværende Guvernør Kathleen Sebelius at Parkinson skiftede til det Demokratiske Parti og ville stille op til valget som viceguvernør for Sebelius. Han var delstatens viceguvernør fra januar 2007 til april 2009 indtil han overtog embedet som guvernør i 2009, da Kathleen Sebelius blev USA's Helse- og omsorgsminister i Barack Obamas regering.
Ved guvernørvalget i 2010 valgte Mark Parkinson ikke at opstille som kandidat. 2. november 2010 vandt republikaneren Sam Brownback valget og han overtog posten som guvernør i januar 2011.
Mark Parkinson er uddannet jurist fra Wichita State University og University of Kansas. Han har fejret 25 års bryllupsdag med sin kone Stacy Parkinson, og de har 3 børn.